# Hughesia reginae
Hughesia es un género botánico monotípico perteneciente a la familia de las asteráceas. Su única especie: Hughesia reginae es originaria de Perú donde se encuentra en  Junín.

## Descripción
Las plantas de este género solo tienen disco (sin rayos florales) y los pétalos son de color blanco, ligeramente amarillento blanco, rosa o morado (nunca de un completo color amarillo).

## Distribución y hábitat
Es una liana que alcanza un tamaño de 6-7 m de longitud, con las flores de color blanco y los tallos rojizos-castaño. Se encuentra en las selvas forestales de Agua Dulce, en Junín (Perú).

## Taxonomía
Hughesia reginae fue descrita por  R.M.King & H.Rob.  y publicado en Phytologia 47: 252. 1980.